# Stazione di Bampaku-kinenkōen (Ibaraki)
La stazione di Bampaku-kinenkōen (万博記念公園駅?, Bampaku-kinenkōen-eki) è una stazione ferroviaria situata nella città di Tsukuba della prefettura di Ibaraki, in Giappone ed è servita dalla linea Tsukuba Express.

## Linee
MIRC
● Tsukuba Express

## Struttura
La stazione, inaugurata nel 2005 è costituita da due binari su viadotto serviti da due marciapiedi laterali con porte di banchina installate a protezione.
| 1 | ● Tsukuba Express | per Tsukuba                        |
| 2 | ● Tsukuba Express | per Moriya, Kita-Senju e Akihabara |

## Stazioni adiacenti
| «                                       | Servizio                | »               |
| Tsukuba Express                         | Tsukuba Express         | Tsukuba Express |
| --------------------------------------- | ----------------------- | --------------- |
| Midorino                                | Locale Rapido Sezionale | Kenkyū-gakuen   |
| Il Rapido e il R. pendolari non fermano |                         |                 |